# Municipio de Ottawa (condado de Franklin)
El municipio de Ottawa (en inglés: Ottawa Township) es un municipio ubicado en el condado de Franklin en el estado estadounidense de Kansas. En el año 2010 tenía una población de 813 habitantes y una densidad poblacional de 7,41 personas por km².

## Geografía
El municipio de Ottawa se encuentra ubicado en las coordenadas 38°38′49″N 95°16′36″O / 38.64694, -95.27667. Según la Oficina del Censo de los Estados Unidos, el municipio tiene una superficie total de 109.73 km², de la cual 108,76 km² corresponden a tierra firme y (0,89 %) 0,98 km² es agua.

## Demografía
Según el censo de 2010, había 813 personas residiendo en el municipio de Ottawa. La densidad de población era de 7,41 hab./km². De los 813 habitantes, el municipio de Ottawa estaba compuesto por el 94,46 % blancos, el 0,37 % eran afroamericanos, el 0,49 % eran amerindios, el 0,37 % eran asiáticos, el 0,37 % eran de otras razas y el 3,94 % eran de una mezcla de razas. Del total de la población el 2,09 % eran hispanos o latinos de cualquier raza.